# Hammartjärnen (Offerdals socken, Jämtland)
Hammartjärnen är en sjö i Krokoms kommun i Jämtland och ingår i Indalsälvens huvudavrinningsområde.